# 봉황초등학교 옥산분교
봉황초등학교 옥산분교는 대한민국 전라남도 나주시 봉황면 낙동길 3 (유곡리)에 있었던 공립 초등학교이다.

## 연혁
- 1945년 10월 1일 설립인가
- 1946년 2월 10일 봉황북공립국민학교 개교
- 1950년 3월 1일 봉황북국민학교 개칭
- 1984년 9월 10일 병설유치원 개원
- 1996년 3월 1일 봉황북초등학교로 개칭
- 2005년 2월 19일 봉황북초등학교 제57회 졸업(8명) 총 3,041명
- 2005년 3월 1일 봉황초등학교 옥산분교장으로 격하
- 2006년 3월 1일 봉황초등학교로 통폐합